# 캉성

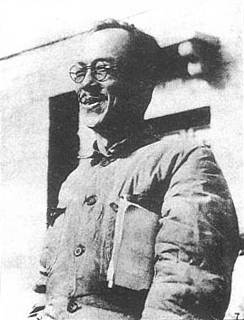
캉성

캉성(중국어: 康生, 병음: Kāng Shēng, 1898년 ~ 1975년 12월 14일)은 중화인민공화국의 정치가이다. 그는 공안기관과 정보기관장을 맡아 문화대혁명 기간 동안 사인방과 정치적 보조를 맞춰왔다.

## 생애
산둥성의 부유한 지주 집안 출신으로 본명은 장숙평(張叔平)이다. 1924년 상하이 대학에 들어가서 공부하였고, 1925년 중국 공산당에 가입했다. 이후 상하이 지역에서 노동 운동과 지하 운동에 종사했다. 1931년 중앙당의 조직부장으로 임명되어, 이후 당의 보안과 정보 조직의 수장이 되었다.
1933년 당에 의해 모스크바로 파견되어 소비에트 사회주의 공화국 연방의 보안과 정보에 관련된 기술을 익히고 공부하였다. 이때 왕밍과 친분을 쌓게 되었고, 왕밍의 원조로 중국 공산당의 중앙위원회의 위원이 되었다. 이 시절 그는 당내 트로츠키 파벌을 축출하였다.
1935년 이름을 캉셩으로 바꾸고 중국 공산당의 중화소비에트공화국 수도가 있던 옌안으로 돌아왔다. 이때 그는 마오쩌둥에게 우호적인 입장을 취하며 그를 적극적으로 지지하였다. 마오쩌둥은 그 보답으로 그를 공산당의 보안을 책임진 사회부의 수장으로 앉혔다. 그는 이 조직을 맡아 일본이나 국민당의 첩자로 규정하여 수많은 인사들을 처형하였고, 그중에는 님 웨일즈의 저서 아리랑의 주인공인 조선인 독립투사 김산도 끼어 있었다.
1942년부터 마오쩌둥와 캉은 정풍운동을 주도하였고, 이에 따라 마오쩌둥의 노선에 반대하는 인사들이 당에서 모두 축출하였다. 이 옌안에서 이끈 이러한 "적색테러"는 너무 지나치고 광범위했기 때문에, 이후에 캉은 공개적으로 사죄하고 지방에서 고위직을 맡았지만, 나름대로 보안에 기여하여 1930년대 빈번했던 공산당의 정보 누출은 거의 없어졌다. 그 결과 국민당 측에서 옌안의 전략 전술은 거의 알아차릴 수 없어 공산당의 최종 승리에 기여했다. 또한 같은 산둥 출신이던 장칭을 마오쩌둥에게 소개하였고, 장칭과 마오쩌둥은 후에 결혼하였다.
산둥 지역에서 중국 공산당 혁명 정부 주석을 역임한 그는 국공 내전 기간 동안 그 지역의 토지 혁명을 주도하였다. 중화인민공화국 성립 이후에는 중앙서기처 서기, 전국인민정치협상회의 부주석, 전국인민대표대회 부위원장, 중앙이론소조 소장, <마오쩌둥 선집> 출판위 부주임 등을 맡았고, 문혁 이후에는 중앙문혁소조 고문, 중공 중앙조직선전통일조 조장, 중공 중앙위원회 부주석 등을 역임했다. 장칭, 왕훙원, 장춘차오 등과 함께 문화대혁명을 주도하였고, 주자파로 몰린 덩샤오핑, 시중쉰, 류사오치, 펑더화이 등의 박해에도 관여하였다. 캉은 옌안 시절의 경험을 교훈삼아 이러한 박해 작업에서 직접 손에 피를 묻히지 않고 홍위병 학생들이나 조반파 인민들의 손에 맡겨 책임을 교묘히 회피하였고, 그에 대한 마오쩌둥의 신임도 높아져서 린뱌오의 몰락 이후 1974년에는 당부주석에 취임하기도 하였다.
1975년에 암으로 사망하였고, 사망 전에 마오쩌둥, 저우언라이, 왕훙원에 이어서 중국 공산당 당내 서열 4위이었다.

## 취미
마오쩌둥 사후, 1980년 중국 공산당에서 사후 제명되었고, 매장되었던 바바오샨 혁명공원에서도 유해가 제거되었다. 특히 호화 생활을 즐겼으며, 고대 서예와 시에 관심을 갖고 문화대혁명 기간 동안 약탈하여 개인적으로 소장한 문화재만 수만 점에 이른다고 한다. 개인적으로 서화에 취미를 붙여서 "명필"로 불리기도 했다.

## 같이 보기
- 펠릭스 제르진스키
- 라브렌티 베리야